# Epidermólise bolhosa
Epidermólise bolhosa (EB) é uma doença do tecido conjuntivo, ainda sem cura, que causa bolhas na pele e membranas mucosas, com uma incidência de 1:50 000. Resulta de um defeito na fixação da epiderme na derme, o que provoca fricção e fragilidade da pele. Sua severidade varia desde casos leves até fatais.
Crianças afetadas pela EB costumam ser chamadas de "crianças-borboleta", porque se diz que sua pele é tão frágil quanto as asas de uma borboleta. Também são chamados de "bebês de algodão-doce". ou "crianças com pele de cristal".

## Classificação
O nome "epidermólise bolhosa" refere-se a um grupo de doenças que envolvem a formação de bolhas em caso de traumatismos triviais. Foram identificadas mais de 300 mutações genéticas que levam a essa condição. Essas doenças foram classificadas nos seguintes tipos::596

### Epidermólise bolhosa simples (EBS)
Na maior parte dos casos, o surgimento da doença ocorre ao nascimento ou pouco tempo depois. Nos casos não hereditários, o surgimento da doença pode ocorrer na fase adulta. A EBS é caracterizada por anormalidades na proteína queratina, impactando a integridade da pele a partir da formação de bolhas geradas pela ruptura de células epidérmicas basais. A patologia molecular abrange mutações nas citoqueratinas 5 e 14; herança autossômica dominante.
- Epidermólise bolhosa simples

- Epidermólise bolhosa simples generalizada (variação de Koebner da epidermólise bolhosa simples generalizada)
- Epidermólise bolhosa simples localizada (variação de Weber-Cockayne da epidermólise bolhosa simples generalizada)
- Epidermólise bolhosa herpetiforme (epidermólise bolhosa simples de Dowling-Meara)
- Epidermólise bolhosa simples de Ogna
- Epidermólise bolhosa simples com distrofia muscular
- Epidermólise bolhosa simples com pigmentação mosqueada

### Epidermólise bolhosa juncional (EBJ)
Contém mutação da laminina 5; herança autossômica recessiva.
- Epidermólise bolhosa juncional

- Epidermólise bolhosa juncional grave (epidermólise bolhosa letal, doença de Herlitz, epidermólise bolhosa de Herlitz, epidermólise bolhosa juncional letal)
- Epidermólise bolhosa juncional mitis
- Epidermólise bolhosa atrófica benigna generalizada
- Epidermólise bolhosa juncional cicatricial
- Epidermólise bolhosa juncional com atresia do piloro

### Epidermólise bolhosa distrófica (EBD)
Contém mutação do colágeno VII; herança autossômica, dominante ou recessiva.
- Epidermólise bolhosa distrófica

- Epidermólise bolhosa distrófica dominante (doença de Cockayne-Touraine)
- Epidermólise bolhosa distrófica recessiva (variação de Hallopeau-Siemens da epidermólise bolhosa)

### Outras condições genéticas
| OMIM   | Nome                                    | Locus | Gene |
| ------ | --------------------------------------- | ----- | ---- |
| 609638 | Epidermólise bolhosa acantolítica letal | 6p24  | DSP  |

### Outras formas
- Epidermólise bolhosa adquirida

## Fisiopatologia
A pele humana consiste de duas camadas: uma externa, chamada epiderme, e outra subjacente, chamada derme. Em pessoas com pele saudável, há âncoras de proteína entre essas duas camadas que impedem que elas se movimentem independentemente uma da outra. Em pessoas nascidas com EB, as duas camadas da pele não têm essas âncoras proteicas para uni-las, o que resulta numa pele extremamente frágil: até uma pequena fricção mecânica (como esfregar ou pressionar) ou traumatismo é capaz de separar as camadas da pele e formar bolhas e feridas dolorosas. Pessoas acometidas de EB já compararam as feridas a queimaduras de terceiro grau. Além disto, como uma complicação do dano crônico à pele, pacientes de EB têm um risco aumentado de câncer de pele.

## Sintomas
As formas simples apresentam bolhas que não deixam cicatrizes. Nas formas juncionais, as bolhas são encontradas na lâmina lúcida e distrófica, com a presença de atrofia, cistos tipo milium, distrofias ungueais, alterações pigmentares e lesões mucosas. A infância é um período especialmente difícil, quando os pacientes podem desenvolver bolhas que são complicadas por infecção e sepse.

## Tratamento

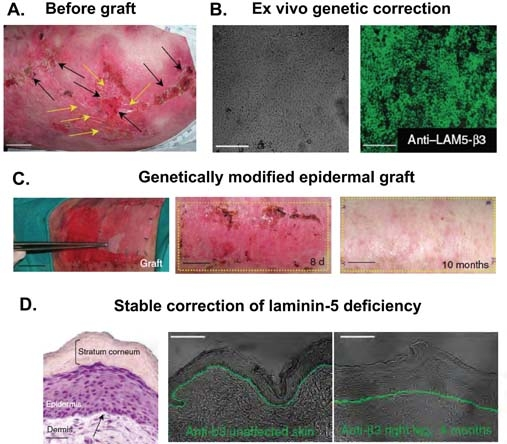
Tratamento da epidermólise bolhosa através do transplante de células-tronco com laminina-5 modificada

As pesquisas recentes têm se concentrado em alterar a mistura de queratinas produzidas na pele. Queratinas são proteínas estruturais da pele. Há 54 genes conhecidos para codificá-las; desses, 28 são genes de filamento intermediário do tipo I e 26 são do tipo II, que codificam heterodímeros (isto é, complexos de duas ou mais moléculas associadas de proteínas, no caso diferentes). Muitos desses genes têm consideráveis semelhanças estruturais e funcionais, mas são especializados em determinados tipos de células e/ou condições em que são normalmente expressos. Se for possível deslocar o equilíbrio da produção de queratina a partir do gene mutante e disfuncional para outro que codifique uma molécula saudável de queratina, os sintomas poderão ser reduzidos. Por exemplo, descobriu-se que o sulforafano, uma substância encontrada nos brócolis, reduz a formação de bolhas em modelos experimentais em camundongos, a um ponto em que os filhotes afetados não podem mais ser distinguidos visualmente, quando a substância é injetada em fêmeas prenhas (5 µmol/dia = 0,9 mg) e aplicada topicamente aos animais recém-nascidos (1 µmol/dia = 0,2 mg em óleo de jojoba).
Numa pesquisa clínica feita na Universidade de Minnesota, foi feito um transplante de medula óssea num menino de 2 anos de idade portador de EB. O procedimento teve sucesso, o que sugere fortemente que pode ter sido encontrada uma cura. Um segundo transplante foi feito no irmão mais velho desse paciente, também portador de EB, e um terceiro transplante foi programado para um bebê da Califórnia. Esse ensaio clínico previa transplantes num total de 30 indivíduos. Infelizmente, a profunda imunossupressão necessária para os transplantes de medula óssea traz um risco significativo de infecções graves em pacientes que têm grandes bolhas e erosões na pele. Com efeito, pelo menos quatro pacientes morreram durante a preparação ou após a execução de transplantes de medula óssea para o tratamento de epidermólise bolhosa, em um grupo ainda pequeno de pacientes já tratados por essa técnica.

## Epidemiologia
Estima-se que sejam diagnosticados 50 casos a cada milhão de nascimentos vivos e que haja 9 casos clínicos de EB por milhão de pessoas na população em geral. Desses casos, aproximadamente 92% são de epidermólise bolhosa simples (EBS), 5% são de epidermólise bolhosa distrófica (EBD), 1% são de epidermólise bolhosa juncional (EBJ) e 2% não foram classificados. A frequência de portadores de genes para EB varia de 1 em 333 para a EBJ até 1 em 450 para a EBD; para a EBS, presume-se que a frequência seja bem mais alta que para a EBJ e a EBD. A condição ocorre em todos os grupos raciais e étnicos em todo o mundo e afeta ambos os sexos.

## Divulgação e polêmica
A doença foi trazida à atenção do público no Reino Unido através do documentário de TV The Boy Whose Skin Fell Off ("O Menino Cuja Pele Caiu"), exibido na rede Channel 4, que mostrou a vida e a morte de Jonny Kennedy, um homem inglês que morreu de um câncer de pele secundário a EB.  Nos Estados Unidos, algo semelhante ocorreu com um documentário da HBO, My Flesh and Blood ("Minha Carne e Meu Sangue"), de 2003.
No Brasil, em agosto de 2013, um incidente ocorrido com o neto da coreógrafa Deborah Colker chamou a atenção do público para a doença. O menino é portador de EB e embarcou com sua família no Aeroporto Internacional de Salvador num voo da Gol Linhas Aéreas com destino ao Rio de Janeiro, mas o comandante se recusou a decolar com o menino a bordo, a menos que fosse providenciado um atestado médico de que a doença não era contagiosa e não oferecia perigo aos passageiros. A coreógrafa expressou sua intenção de processar a companhia aérea pelo constrangimento sofrido pelo menino e seus familiares.